# Xã Amundsville, Quận McLean, Bắc Dakota
Xã Amundsville (tiếng Anh: Amundsville Township) là một xã thuộc quận McLean, tiểu bang Bắc Dakota, Hoa Kỳ. Năm 2010, dân số của xã này là 39 người.